# Alto Bela Vista
Alto Bela Vista är en kommun i Brasilien.   Den ligger i delstaten Santa Catarina, i den södra delen av landet, 1 400 km söder om huvudstaden Brasília. Antalet invånare är 2 005.
I omgivningarna runt Alto Bela Vista växer huvudsakligen savannskog. Runt Alto Bela Vista är det ganska glesbefolkat, med 34 invånare per kvadratkilometer.